# Rhaphuma inusta
Rhaphuma inusta là một loài bọ cánh cứng trong họ Cerambycidae.